# Utežena matrika
Utežena matrika reda {\displaystyle n\!\,} in utežjo {\displaystyle w\!\,} je matrika z razsežnostjo {\displaystyle n\times n\!\,} za katero velja:
{\displaystyle WW^{T}=wI\!\,,}
kjer je:
- {\displaystyle W\!\,} – utežena matrika,
- {\displaystyle I\!\,} – enotska matrika,
- {\displaystyle w\!\,} – utež matrike.

Običajno se uteženo matriko reda {\displaystyle n\!\,} in utežjo {\displaystyle w\!\,} označuje z {\displaystyle W(n,w)\!\,}.
Matrika {\displaystyle W(n,n-1)\!\,} je enaka kot konferenčna matrika. Matrika {\displaystyle W(n,n)\!\,} pa je Hadamardova matrika.

## Značilnosti
- vrstice so paroma medsebojno ortogonalne
- vsaka vrstica in stolpec ima natančno {\displaystyle w\!\,} neničelnih elementov
- za matriko velja {\displaystyle W^{T}=wI\!\,}, kar pomeni, da {\displaystyle W^{-1}=w^{-1}W^{T}\!\,} pri predpostavki, da utež ni enaka 0.

## Zgled
Utežena matrika {\displaystyle W(2,2)\!\,} je naslednja:
{\displaystyle {\begin{pmatrix}-1&1\\1&1\end{pmatrix}}\!\,.}